# Есперанто
Есперанто (есп. Esperanto) је плански креиран језик предложен за међународни други језик. Његове основне карактеристике је сачинио Лудвиг Лазар Заменхоф 1887. године.
Назив „есперанто“ потиче од псеудонима под којим је „Прва књига есперанта“ објављена:Доктор Есперанто — неко ко се нада да ће овај језик постати међународни (помоћни) језик свих људи.
Данас је есперанто у употреби у разним сферама живота, укључујући путовања, дописивање, културну размену, књижевности оригиналној и преведеној и литератури (уопште) и у неким школама се учи факултативно.
Први уџбеник есперанта објавио је 1887. године у Варшави пољски лекар Лазар Лудвиг Заменхоф (1859—1917) под псеудонимом "Др. Есперанто" (лекар који се нада), што је касније постало и име самог језика. Циљ Есперанта није замењивање постојећих језике, већ њихова допуна.
Говорна заједница есперанта постоји већ више од стотину година, а чине је бројни говорници и симпатизери окупљени у хиљадама клубова, група, удружења, струковних и националних савеза на свим континентима.

## Идеја есперанта
У свету постоје хиљаде језика и људи се међу собом слабо или тешко споразумијевају. Есперанто се залаже за задржавање тих језика, уз одређивање једног заједничког који ће их све повезивати. Људи би, осим свог материњег језика, могли говорити и Есперанто (као први страни језик). Могуће је да је Есперанто у увој улози боље решење од енглеског, кинеског или било ког другог националног језика, имајући у виду да је етнички неутралан, а да је лаган за учење.
Есперанто није потекао од једне велесиле или једног народа, који би свој језик наметали другим народима. Он је плански прављен, а не стихијски попут националних језика, те је неопходно знатно мање мање времена да се научи. Основна комуникација се у њему постиже још брже. Тиме учење страних језика не постаје повластица богатих и учених, него је доступно свима. Исто тако се штеде огромна средства неопходна за учење језика.
Есперантисти, осим ових идеја, нуде свету готов производ за ту намену, међународни језик Есперанто, који је већ дуго у употреби. Коришћење Есперанта у међународном комуницирању малим језицима пружа већу заштиту и ствара повољније услове за њихово одржање и развој, него што им пружа реалност у којој доминира један или неколико великих језика.

## Специјалне карактеристике
Језичка структура есперанта подржава природни ток људског размишљања и логичнији је од спонтаних (националних) језика. Веома продуктиван начин творења речи гарантовао је још у почетном стадијуму развоја језика изнијансиране могућности изражавања, што је још у раним стадијумима учења мотивисало ученике да напредују у учењу. Тако је сама заинтересованост брзо омогућавала стицање знања – неупоредиво пре но код учења националних језика.
Уопштено речено, месеци учења овог језика одговарали су годинама учења националних језика (као на пример енглеског или француског).
Због претежно европске основе корена речи, на пример, азијатима је потребније дуже време учења, али ипак мање од времена за учење неког другог азијског језика.
Већ у поменутој Првој књизи есперанта (1887) Заменхоф је поставио темеље граматике у 16 правила (који разумљиво не могу објаснити све детаље језичке употребе). Ова граматика је ушла у систем докумената познат под именом „Основи есперанта“, који по одлуци Првог Светског Есперанто Конгреса (Universala Kongreso) из 1905, обезбедио континуитет развоја језика.

## Фонд речи
Речи у есперанту потичу из различитих језика. Неке нове речи долазе из неевропских језика (као нпр. јапански), јер су те речи ушле и у друге језике и постале интернационалне, али у највећем делу потичу из најпознатијих европских језика – углавном из латинског, француског, немачког и енглеског. Због интернационалног карактера, многе речи припадају разним језицима, чак и ако је конкретна форма у есперанту слична оној у латинском.

### Етимолошки примери
- Из романских језика
  - из латинског: abio, facila, sed, tamen, okulo, hepato, akvo
  - из француског: dimanĉo, fermi, ĉe, frapi, ĉevalo, butiko
  - из италијанског: ĉielo, fari, voĉo
  - из осталих: facila, fero, tra, verda
- Из германских језика:
  - из немачког: baldaŭ, bedaŭri, haŭto, jaro, nur
  - из енглеског: birdo, mitingo, spite, suno, teamo
  - из осталих: bildo, fiŝo, fremda, grundo, halti, hasti, hundo, ofta, somero, ŝipo, vintro
- Из словенских:
  - из пољског: celo, ĉu, krado, luti, mosxto
  - из руског: barakti, serpo, vosto
  - из осталих: klopodi, krom, prava
- из других индоевропских језика
  - из грчког: kaj, biologio, politiko

### Принцип избора речи
Дани у недељи су из романских језика, по француској форми речи (dimancxo, lundo, mardo...), многи делови тела по латинском (hepato, okulo, brako, koro, reno...), речи за време: из немачког (jaro, monato, tago...). Имена животиња и биљака углавном су дошли из научних латинских назива.
Као што је се у горњем примеру видело, многе се речи могу наћи у различитим језицима.
- abdiki по енглеском, француском, италијанском и латинском.
- abituriento по немачком и руском.
- ablativo по латинском, енглеском, италијанском и шпанском, али је позната у немачком и другим језицима.
- funto по пољском, руском, јидишу и немачком.

Даље, Заменхоф је брижљиво сачинио невелику базу корена речи (лексема) и афикаса (морфема) на основу чега су сачињена велика већина других речи (можда 500-2000 речи и афикаса).
Мада се Заменхоф трудио да интернационализује есперанто, он је ипак европоцентричан, због свог речничког фонда. Та особина није типична само за есперанто: већина каснијих пројеката су такође вукли лексику из европских широко употребљаваних речи. Главна разлика између есперанта и других језичких пројеката потиче од неевропоцентричности његове граматике, и то је Заменхов објаснио као свој свесни труд. Делови речи са граматичком функцијом појављују се самостално из речника тако да је сваки текст разумљив без посебног граматичког објашњења. С друге стране, он је прилагодио граматичке градивне речце (између осталих: наставке речи) тако да Европљани – есперантисти нису нужно свесни баш те неевропоцентричности граматике есперанта.

### Специфичне речи у есперанту
У есперанту нису све речи те које су значење и облик добиле из других језика. Добар део речи су чисто есперантски идиоми, самостално рођени у есперанту, што због Заменховових разлога или због природне еволуције језика, коју творе они који комуницирају на том језику.
Може се приметити да представљена листа (по форми) садржи мешавину сасвим уобичајених речи и речи које се употребљавају у жаргону али се не налазе у постојећим речницима;
.
Томе се такође могу придодати корелативне речи и употреба афикаса као самосталних речи igi, ilo, ree, umi, итд).
Често је могуће наћи речи као: aliel, alies, -iĉ-, kaŭ (= kaj + aux), kaj ri, али је то у супротности са правилима из нормирајућег зборника: Fundamento. Реч је о несвесним грешкама насупрот правилима или о намерним реформским покушајима појединаца или група људи.
По значењу:

## Алфабет и ортографија
Писање или ортографија је веома једноставно и доста је слично српском или хрватском латиничном писму: један глас (фонема) за једно слово и обрнуто.
Есперанто употребљава латински алфабет, али пошто језик има више од 26 гласова, Заменхоф је морао да измисли нова слова, слова са капицом на врху. Слова c, g, h, j, s и u имају капичасту верзију ĉ, ĝ, ĥ, ĵ, ŝ, ŭ и тада се читају као ћирилично ч, џ, х, ж, ш, ў.
У есперантским TTT-употребљавају се (у 2004) следећи начини за писање капичастих слова:
- 70%: права есперантска слова Уникод, понекад Latin 3: ĉ, ĝ, ĥ, ĵ, ŝ, ŭ.
- 15%: сурогати по H-систему: ch, gh, hh, jh, sh, u.
- 15%: сурогати по X-sistemo: cx, gx, hx, jx, sx, ux.

## Еволуциони развој језика
Мада се есперанто показао сасвим подесним за међународну употребу, током његове историје није мањкало предлога за реформу неких детаља. Године 1908. покушај реформе се завршио изродивши нови језик (и данас жив): Идо (Ido). Насупрот „Идоу“, есперанто од 1887. до данас има тихи константни развој, без радикалних промена. Те (некад скоро неприметне, некад жестоко сукобљене) језичке промене шириле су, осим општег пораста језичког фонда, такође и следеће тенденције:
- скраћивање коренске форме – нпр. spontana уместо spontanea
- неке форме (нпр.: pafilego/топ/) престају да се употребљавају и улазе нове (нпр: kanono/топ/)
- нијансирано обогаћење фонда речи нпр. bleki (= животињски глас) допуњен је листом речи за поједине животиње (по врстама).
- диференцирање паралелних форми – нпр..: plaĝo = обала за купање и сунчање од strando = обала (у природном смислу).
- употреба k (у неким случајевима h) уместо ранијег hx, углавном после r.
- употреба -io уместо -ujo у именима држава (Serbio/Serbujo).
- чешће прилошке одредбе - нпр: lastatempe уместо en la lasta tempo, aviadile уместо per aviadilo, haste kaj laste уместо hastante kaj kiel la lasta
- избегавање сложених глаголских облика
- употреба афикаса као самосталних речи – нпр: ega, eta, emo, malo, iĝi, estro, estraro, ilo, ilaro, ejo, ismo

Све су гласнија настојања да се у легитимној и нормирајућој форми (коју одобрава Академија за есперанто) на пример, уведе нова лична заменица за треће лице средњег рода „ri, ŝli) или консеквентна употреба ĝi за средњи род трећег лица једнине и множине.
|      | једнина    | једнина  | једнина | једнина | једнина     | једнина | множина | множина | множина | неутрална | повратна*** (рефлексивна) |
| прва | друга      | друга    | трећа   | трећа   | трећа       | прва    | друга   | трећа   |         | неутрална | повратна*** (рефлексивна) |
| прва | уобичајена | интимна* | мушка   | женска  | неутрална** | прва    | друга   | трећа   |         | неутрална | повратна*** (рефлексивна) |
|      | mi         | vi       | ci      | li      | ŝi          | ĝi      | ni      | vi      | ili     | oni       | si                        |

(*) архаизам – ретко употребљаван.
(**) бесполна, заменица „ĝi“ може бити употребљавана за ствари или бесполна заменица трећег лица за жива бића и људе. Ипак она најчешће се употребљава за ствари, животиње и децу (слично као заменица „оно“ у српском језику).
(***) У употреби само у трећем лицу

## Језичка популација
Број људи који говоре есперанто је непознат. Могуће су само процене. Процене варирају између неколико стотина хиљада и неколико милиона. Неки сматрају да се ради чак и о више десетина милиона, али претпоставља се да је тада реч о свим људима који су се некада обавестили о основним елементима језика, можда учили на курсевима, још увек се сећају неколико речи, али који практично не владају језиком. Када би критеријум био упоредив са матерњим језиком, тада би тек која десетина хиљада људи спадала у ту језичку популацију.
Међу планским језицима (нпр, Интерлингва и Ложбан), есперанто је највише употребљаван и једини је чије трајање има импликације у скоро свим животним сферама. Интерлингва, главни конкурент есперанту између планских језика, има око хиљаду присталица/особа које се служе њиме.
Есперанто није секундарни званични језик било које признате земље. Почетком 20. века су постојали планови за формирање државе Неутрални Мореснет као прве Есперанто државе на свету. Фебруара 2013 је формирана Аваз петиција за усвајање Есперанта као једног од званичних језика Европске уније.
Америчка армија је објавила књигу фраза у Есперанту, ц циљем њиховог коришћења у војним играма од стране измишљених непријатељских снага. Током лета 1924. године, Америчка радио релејна лига је усвојила Есперанто као свој званични међународни помоћни језик, с надом да ће се језик усталити међу радио аматерима у међународној комуникацији, али је његова стварна употреба у радио комуникацијама била незнатна.
Есперанто је радни језик неколико непрофитних међународних организација као што су Sennacieca Asocio Tutmonda, левичарска културолошка асоцијација, или Education@Internet, која се развила из Есперанто организације; већина других су организације специфичне за Есперанто. Највећа међу њима је Светски есперантски савез. Есперанто је такође један од првих вештачких језика који су коришћени у универзитетским предавањима (Интернационална академија наука у Сан Марину).
Сви лични документи које издаје Светски сервисни ауторитет, укључујући светски пасош, су написани у Есперанту, заједно са Енглеским, Француским, Шпанским, Руским, Арапским, и Кинеским.

## Есперантски покрет
Најзначајнија есперантска организација је Светски есперантски савез (Universala Esperanto-Asocio). Он је већ неколико деценија члан УНЕСКО-а у сарадњи са УН, које су до сада прихватиле две резолуције у корист есперанта и есперантског покрета, у којима се истичу запажени резултати есперантског покрета и препоручује учење језика. Међутим, за разлику од латинског у средњовековној Европи и енглеског у нашем времену, есперанту недостаје мрежа школа, универзитета и учила.
Најпознатији есперантски симбол је зелена петокрака, која симболизује наду на свих пет континената и део је есперантске заставе.

## Култура
Есперанто поседује литературу и књижевност (што оригиналну што преведену). На есперанту се штампају часописи и новине, емитују радио емисије. Постоји есперантска музика и есперантско позориште.
Есперантисти се окупљају једном годишње на Светском есперантском конгресу, који још има значај и фестивала, на Светском омладинском конгресу, Светском радничком конгресу и на многим другим стручним скуповима и посебним пригодама.
У време Интернета есперанто као језик, присутан је у значајној мери на Web-у, где постоје бројни сајтови на том језику, а постоје и специјализовани претраживачи, као на пример Гугл (Google) са језичким алаткама прилагођеним есперанту.
Википедија на есперанту спада у групу већих језичких заједница са дупло више одредница него на српском језику.

## Образовање
Већина говорника Есперанта научи језик путем самосталног учења, онлајн туторијала, и кореспондентских курсева које предају волонтери. Задњих година су постали популарни бесплатни вебсајтови за подучавање, попут .
Есперанто настава су понекад доступна у школама, укључујући четири основне школе у пилот-пројекту под надзором универзитета у Манчестеру, и судећи по једном извору на 69 универзитета. Међутим, осим Кине и Мађарске, углавном се ради у неформалним аранжманима уместо наменских департмана или државне подршке. Еотвос Лоранд универзитет у Будимпешти је имао департман за интерлингвистику и Есперанто од 1966 до 2004, након којег периода је настава премештена на више школе; постоје и државни испити за инструкторе Есперанта. Осим тога, Универзитет Адам Мицкијевич у Пољској нуди диплому у интерлингвистици. Бразилски сенат је донео закон 2009. којим се Есперанту опциони статус у наставном плану у јавним школама, мада може да постане мандаторан ако за то има потребе. Године 2012. закон је још увек био на разматрању у дому посланика.
Више образовних радника је проценило да се Есперанто може научити улажући од једне четвртине до једне дванаестине количине времена неопходног за друге језике. Клод Пирон, бивши психолог на Ђеновском универзитету и кинеско–енглеско–руско–шпански преводилац за Уједињене нације, је тврдио да је Есперанто далеко интуитивнији од већине етничких језика. "Есперанто се у потпуности ослања урођене рефлексе [и] разликује се од других језика по томе да увек можеш да се ослониш на своју природну тенденцију за генерализацију шаблона. [...] Исти неуропсихолошки закон који је Жан Пијаже звао генералишућа асимилација је примењив на формирање речи и граматике."
Институт за кибернетичку педагогију у Падерборну (Немачка) је упоредио дужине периода учења које су неопходне средњошколским ученицима чије је матерњи језик Француски да би достигли упоредиве стандардне нивое у Есперанту, Енглеском, Немачком, и Италијанском. Резултати су:
- 2000 часова учећи Немачки = 1500 часова учећи Енглески = 1000 часова учећи Италијански (или било који други Романски језик) = 150 часова учећи Есперанто.

Први уџбеник за есперанто на Балкану написао је 1908. године Јован П. Јовановић у Крагујевцу.

### Критике
- Kritike Архивирано на веб-сајту  (30. октобар 2005) (језик: енглески)
- Da li je esperantski rečnik dovoljno razvijen? (језик: енглески)